# Louane (album)
Albums de Louane
Chambre 12
(2015) Joie de vivre
(2020)
Singles
1. On était beau
Sortie : 23 juin 2017
2. Si t'étais là
Sortie : 13 octobre 2017
3. Immobile
Sortie : 23 février 2018
4. No
Sortie : 25 mai 2018
5. Midi sur novembre feat Julien Doré
Sortie : 21 septembre 2018

Louane est le deuxième album de la chanteuse Louane, sorti le 10 novembre 2017. Une réédition de l'album sort le 9 novembre 2018, contenant une version de Midi sur novembre avec Julien Doré et des reprises de chants de Noël.
Triple disque de platine en France trois mois après sa sortie et disque d'or en Belgique, il s'est écoulé à plus de 450 000 exemplaires à la fin de l'année 2018. Il est certifié diamant (500 000 exemplaires) en décembre 2021, plus de 4 ans après sa sortie.

## Historique
Deux ans après la sortie de son premier album Chambre 12, vendu à plus de 1 200 000 exemplaires, Louane revient avec un album témoignant des quatre dernières années de sa vie, où les thèmes du manque et de la mélancolie sont omniprésents.
Elle a collaboré avec de nombreux artistes sur cet album tels que Benjamin Biolay, Dany Synthé, Julien Doré, Loic Nottet, The Chainsmokers ou encore Vianney.
Trois chansons rencontrent le succès grâce au streaming : On était beau, certifiée disque de platine en 2018, Si t'étais là, certifiée platine également mais en 2020 (deux ans après sa sortie), et Midi sur Novembre, certifiée disque d'or (mais en 2021, plus de deux ans après sa sortie).
.

## Pistes
| 1.    | Non-sens                                | Tim Dup                                                           | Pavane                                                                  | 3:03 |
| 2.    | On était beau                           | - Dany Synthé - Guillaume Boscaro - Thomas Caruso - Aron Ottignon | Dany Synthé                                                             | 3:25 |
| 3.    | Sans arrêt                              | - Dany Synthé - Leny Magoufakis - Louane Emera                    | - Dany Synthé - Leny Magoufakis                                         | 3:06 |
| 4.    | Si t'étais là                           | - Marie Bastide - Gioacchino Maurici                              | Dany Synthé                                                             | 2:33 |
| 5.    | Midi sur Novembre                       | Julien Doré                                                       | - Julien Doré - Antoine Gaillet                                         | 3:19 |
| 6.    | No                                      | - Loïc Nottet - Patxi Garat                                       | Dan Black                                                               | 3:28 |
| 7.    | Ecchymoses                              | Benjamin Biolay                                                   | Benjamin Biolay                                                         | 2:52 |
| 8.    | Immobile                                | - Dany Synthé - Louane Emera                                      | Dany Synthé                                                             | 2:59 |
| 9.    | Nuit pourpre                            | Julien Doré                                                       | - Julien Doré - Antoine Gaillet                                         | 3:59 |
| 10.   | When We Go Home                         | - Elise Reslinger - Lune - Renaud Rebillaud - Simone Porter       | Renaud Rebillaud                                                        | 2:46 |
| 11.   | Pour oublier l'amour                    | - Benjamin Seilles - Patxi Garat                                  | Dan Black                                                               | 3:27 |
| 12.   | Blonde                                  | Tim Dup                                                           | Pavane                                                                  | 3:17 |
| 13.   | Lego                                    | Vianney                                                           | Dan Black                                                               | 3:39 |
| 14.   | Jour de pluie                           | Louane Emera                                                      | François Lasserre                                                       | 2:59 |
| 15.   | It Won't Kill Ya (Par The Chainsmokers) | - Alexandra Govere - Andrew Taggart - Sam Martin                  | - The Chainsmokers - Jordan "DJ Swivel" Young - Adam Alpert - Alex Pall | 3:37 |
| 16.   | Midi sur novembre (Par Julien Doré)     | Julien Doré                                                       | - Julien Doré - Antoine Gaillet - Pierre-Laurent Faure                  | 3:04 |
| 60:00 |                                         |                                                                   |                                                                         |      |

## Ventes et classements
| Classement                   | Meilleure position |
| ---------------------------- | ------------------ |
| Belgique (Flandre Ultratop)  | 61                 |
| Belgique (Wallonie Ultratop) | 2                  |
| France (SNEP)                | 1                  |
| Suisse (Romandie)            | 1                  |
| Suisse (Schweizer Hitparade) | 4                  |
| Allemagne (Media Control AG) | 53                 |

## Certification
| Pays       | Certification |
| ---------- | ------------- |
| Belgique : | Or            |
| France :   | Diamant       |